# 洛斯蘭奇托斯 (加利福尼亞州馬林縣)
洛斯蘭奇托斯（英語：Los Ranchitos）是位於美國加利福尼亞州馬林縣的一個非建制地區。該地的面積和人口皆未知。

## 地理
洛斯蘭奇托斯的座標為37°59′35″N 122°32′33″W / 37.99306°N 122.54250°W，而該地的平均海拔高度為20米（即66英尺）。